# Nola diplozona
Nola diplozona är en fjärilsart som beskrevs av George Francis Hampson 1914. Nola diplozona ingår i släktet Nola och familjen trågspinnare. Inga underarter finns listade i Catalogue of Life.